# Emil Audero
Emilio Audero Mulyadi, född 18 januari 1997 är en italiensk fotbollsmålvakt som spelar för italienska Como. 
Audero föddes i den indonesiska staden Mataram till en indonesisk far och en italiensk mor. Han flyttade med sin familj till sin mors hemstad i Cumiana, Italien 1998.

## Karriär
Den 10 augusti 2023 lånades Audero ut av Sampdoria till Inter på ett låneavtal över säsongen 2023/2024.